# Straßenbahn Reșița
Die Straßenbahn Reșița ist das Straßenbahn-System der rumänischen Stadt Reșița. Es bestand zunächst von 1988 bis 2011, wurde 2024 wiedereröffnet und ist normalspurig. Eröffnet wurde die Straßenbahn vom ehemaligen Verkehrsunternehmen des Kreises Caraș-Severin, der Întreprinderea Judeteană de Transport Local Caraș-Severin. In Folge der Rumänischen Revolution von 1989 übernahm zu Beginn der 1990er Jahre die kommunale Gesellschaft PRESCOM den Betrieb. Seit der Wiederinbetriebnahme ist das Unternehmen Transport Urban Reșița SRL für den Betrieb zuständig.

## Geschichte
Im Zuge der politischen Förderung elektrischer Verkehrsmittel durch die damalige sozialistische Regierung unter Nicolae Ceaușescu ging nach der Straßenbahn Constanța (1984) sowie der Straßenbahn Brașov, der Straßenbahn Craiova, der Straßenbahn Cluj-Napoca und der Straßenbahn Ploiești (1987) in der südwestrumänischen Industriestadt Reșița ein sechstes neues Straßenbahnsystem in Betrieb. Die Eröffnung erfolgte am 23. August 1988, dem damaligen rumänischen Nationalfeiertag und umfasste zunächst nur den 2,8 Kilometer langen Nordabschnitt RENK–Intim. Nach Fertigstellung der anschließenden Brücke über die Eisenbahngleise hinweg konnte die Straßenbahn zum 1. Mai 1989 zu einer Durchmesserlinie zwischen RENK und Piața Republicii erweitert werden. Am 23. August 1989, exakt ein Jahr nach Eröffnung, folgte mit dem Schlussabschnitt Piața Republicii – Stavila die Vollendung der im Endausbau 9,5 Kilometer langen Straßenbahnstrecke. Das neue Verkehrsmittel verband die Wohngebiete im Norden der Stadt über die Innenstadt mit dem großen Stahlwerk im Süden und bediente zusammen 18 Haltestellen. Nach Fertigstellung der Gesamtstrecke verkehrten zwei Linien, die sich im Mittelabschnitt überlagerten:
- 1: Triaj – Piața Republicii – Stavila
- 2: RENK – Triaj – Piața Republicii

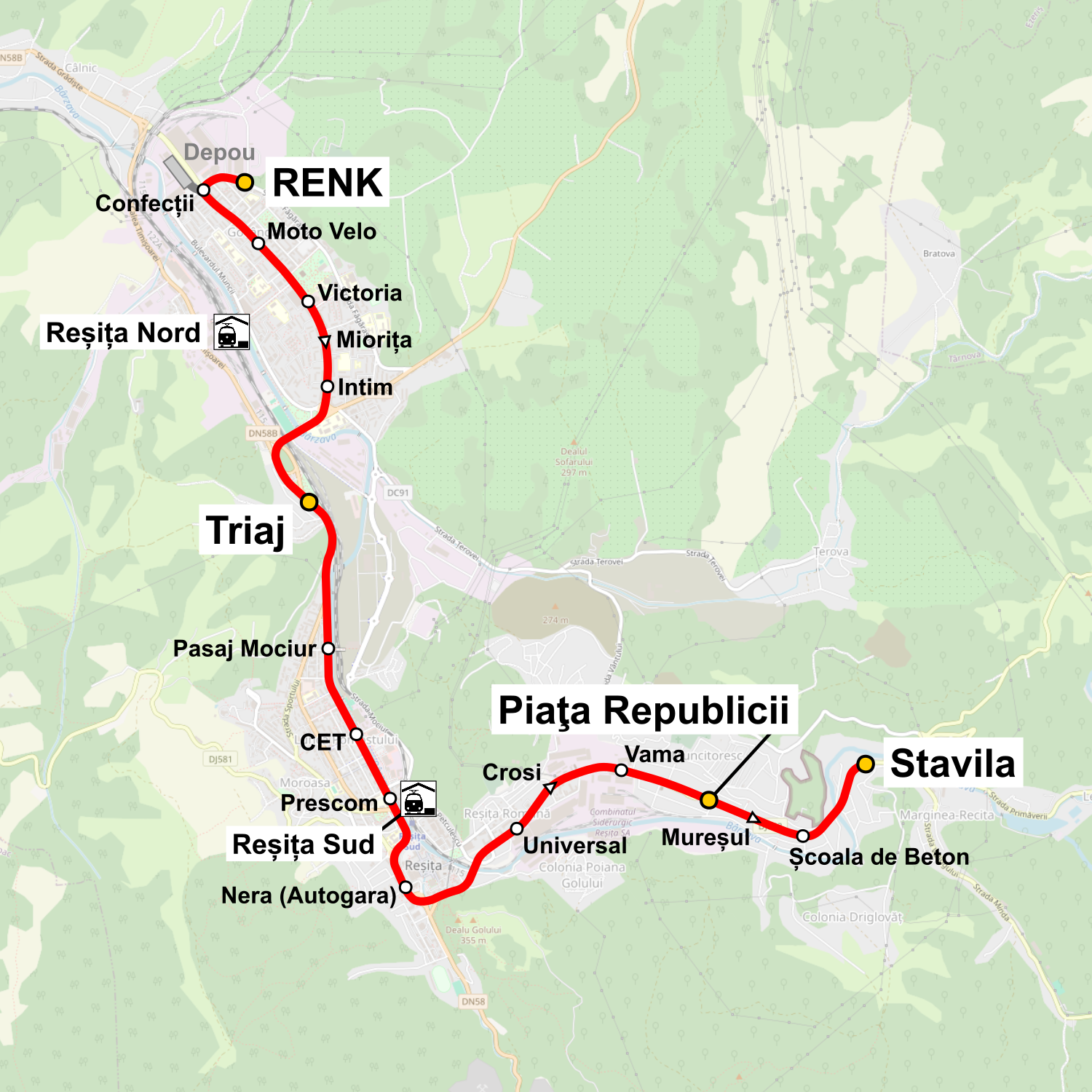
Netzplan (1988 bis 2011)

Der Betrieb hatte von Beginn an mit schweren technischen Problemen zu kämpfen. So musste die Verlängerung nach Stavila schon im November 1989 – nur drei Monate nach Eröffnung – aufgrund schlechter Bauausführung, die zu Schäden an den Radreifen und Drehgestellen führte, wieder eingestellt werden. So waren beispielsweise die Radien der Wendeschleifen zu eng und auch die Gleisgeometrie der Strecke stimmte nicht. Weitere Schwierigkeiten ergaben sich durch die anfängliche Wartung und Abstellung der Fahrzeuge unter freiem Himmel, weil die Hochbauten auf dem Depotgelände – darunter auch die Werkstätte – erst Mitte 1992 fertiggestellt werden konnten. Reparaturen wurden daher anfangs in der Wendeschleife RENK durchgeführt. Aufgrund fehlender Ersatzteil-Lieferungen musste ein Großteil der Fahrzeuge als Ersatzteilspender ausgeschlachtet werden.
So konnte die Straßenbahn schon bald nach Eröffnung nur noch eingeschränkt betrieben werden. Bereits 1991 bestand ein Notbetrieb mit vier Zügen im 15-Minuten-Takt, im September 1992 waren schließlich von damals noch zwanzig vorhandenen Timiș-2-Garnituren nur noch drei einsatzfähig. Die restlichen Kurse verkehrten daher im Schienenersatzverkehr mit aus Deutschland übernommenen Ikarus-Omnibussen. Dies war problemlos möglich, weil die gesamte Strecke der Straßenbahn Reșița auf Rillenschienen im Straßenplanum verlief.
Der schlechte Zustand der Infrastruktur und der Fahrzeuge führte schließlich im August 1994 – nach nur sechs Betriebsjahren – zu einer vorübergehenden Einstellung des Gesamtverkehrs. Nach einer Instandsetzung nahm die Straßenbahn schließlich im Februar 1995 den Betrieb wieder auf, der Abschnitt Piața Republicii – Stavila blieb aber wegen der Steigungen im Zuge der Brücke über die Bârzava weiterhin eingestellt.
Erst nach der Übernahme deutscher Gebrauchtwagen konnte auch die Strecke nach Stavila wieder in Betrieb genommen werden, es verkehrten somit wieder zwei Linien:
- 1: RENK – Piața Republicii
- 1b: RENK – Piața Republicii – Stavila (Gestrichene Linie, b = barat, rumänisch für gestrichen)

Das Streckennetz sowie die Fahrzeuge befanden sich wiederholend in desolaten Zuständen. Die aus Dortmund und Frankfurt am Main stammenden Triebwagen mussten bis zur Betriebseinstellung nahezu ohne Wartungsarbeiten auskommen, was zur Folge hatte, dass bereits Mitte der 2000er Jahre nur noch ein Drittel des gesamten Fuhrparks betriebsfähig war. Am 27. August 2011 wurde die Straßenbahn Reșița schließlich auf Omnibusverkehr umgestellt.

## Wiederinbetriebnahme
Nach mehrjährigen Diskussionen fällte die Stadt Reșița im Jahr 2019 die Entscheidung zur Sanierung und Wiederinbetriebnahme der Straßenbahn. Hierfür wurden Fördermittel der Europäischen Union in Anspruch genommen. Im April 2022 wurde das österreichische Bauunternehmen Porr mit der Durchführung der Sanierungsarbeiten im Wert von 268 Millionen Lei beauftragt. Zudem wurde das Depot saniert und um eine Werkstatthalle, Lackiererei, Waschhalle sowie eine Abstellhalle erweitert. Entlang der Strecke wurden die Fußwege saniert, 341 Bäume gepflanzt sowie Radwege angelegt. Die Gesamtkosten für die Wiederinbetriebnahme des Straßenbahnnetzes betragen insgesamt ca. 100 Mio. €.
Nach einer umfangreichen Testphase wurde der Linienverkehr am 20. Dezember 2024 als Linie 1 aufgenommen. Die Straßenbahnen verkehren nun zwischen den Haltestellen Terminus im Norden und Montană im Süden der Stadt, die weiteren Abschnitte nach Renk und Stavila sollen nicht mehr saniert werden. Die Linie 1 verkehrt werktags alle 8 bis 9 Minuten. Am Wochenende besteht bis 17 Uhr ein 15-Minuten-Takt, anschließend wird auf einen 20-Minuten-Takt reduziert.

## Fahrzeuge
Für den Betrieb der neuen Straßenbahn wurden zwischen 1988 und 1990 insgesamt 22 Züge des Typs Timiș 2, bestehend aus je einem Trieb- und einem Beiwagen, geliefert. Aufgrund fehlender Ersatzteil-Lieferungen mussten schon in den ersten Betriebsjahren zahlreiche Züge als Ersatzteilspender ausgeschlachtet werden. Der Großteil ging anschließend nicht mehr in Betrieb, bis 1995 konnten lediglich acht Züge betriebsbereit aufgearbeitet werden. Nachdem zahlreiche Gebrauchtfahrzeuge aus Deutschland übernommen werden konnten, kamen die Timiș-Züge ab 1998 nur noch als Reservewagen zum Einsatz.

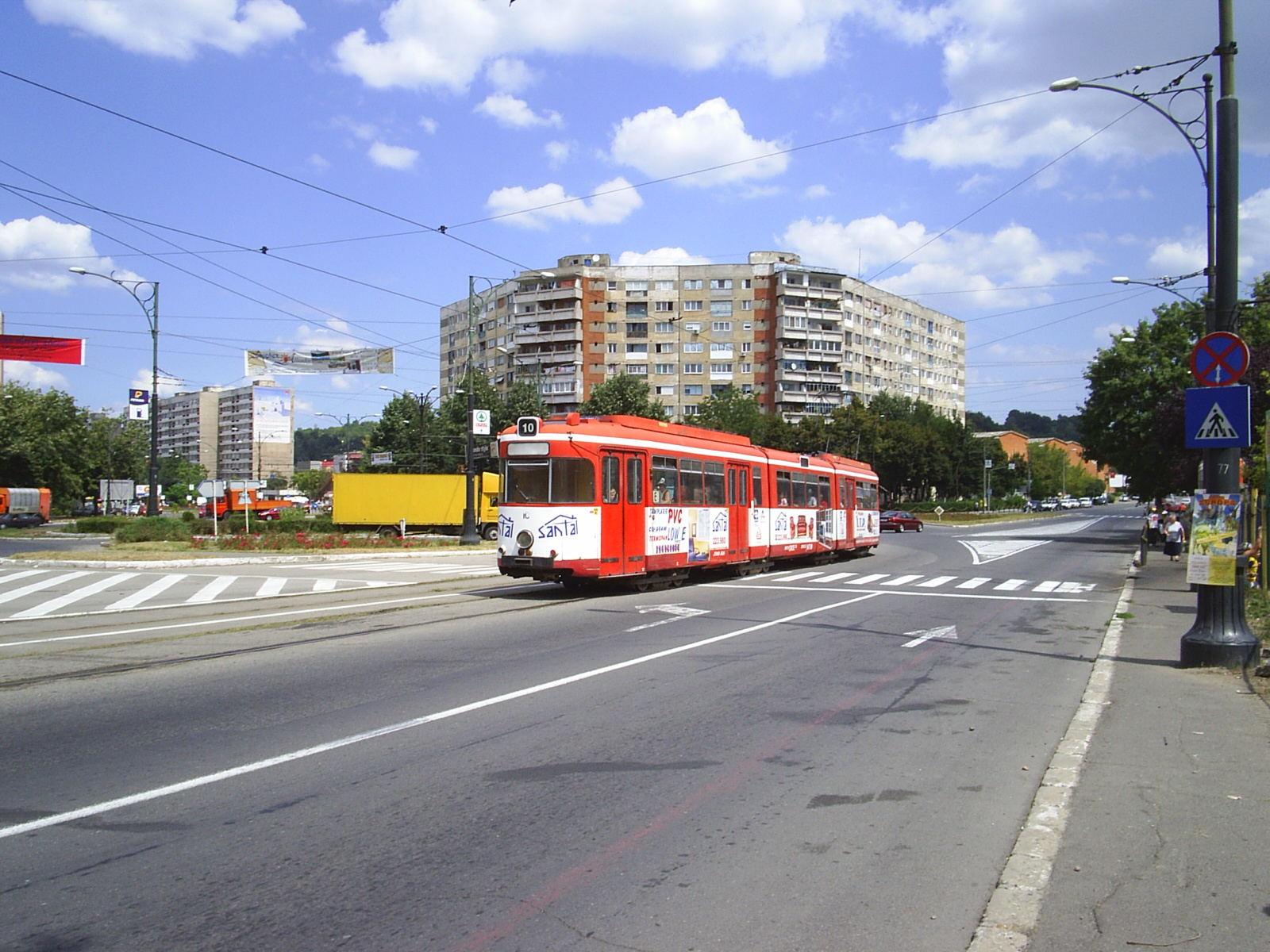
Ehemaliger Dortmunder GT8 an der Haltestelle Prescom (2007)

Erst die Beschaffung gebrauchter Straßenbahnwagen aus Deutschland brachte eine Verbesserung. Zunächst erhielt das örtliche Verkehrsunternehmen in drei Lieferlosen zwischen 1997 und 2000 zusammen 21 GT8-Gelenkwagen von der Straßenbahn Dortmund. Im November 2004 folgten noch acht ebenfalls achtachsige Gelenkwagen des Typs N der Straßenbahn Frankfurt am Main mit den Wagennummern 802, 809, 810, 811, 815, 816, 817 und 824.
Für die Wiederinbetriebnahme der Straßenbahn wurden insgesamt 13 Fahrzeuge des Typs Panorama beim türkischen Hersteller Durmazlar bestellt. Das erste Fahrzeug wurde am 29. Januar 2023 ausgeliefert, die Auslieferung des letzten Wagens erfolgte am 20. November 2023. Es handelt sich dabei um niederflurige Zweirichtungsfahrzeuge mit einer Länge von 18 Metern, welche über eine Kapazität von 135 Fahrgästen, davon 33 auf Sitzplätzen, verfügen und insgesamt 25 Mio. € kosten.